# Omaloplia gibbosa
Omaloplia gibbosa är en skalbaggsart som beskrevs av Baraud 1965. Omaloplia gibbosa ingår i släktet Omaloplia och familjen Melolonthidae. Inga underarter finns listade i Catalogue of Life.